# Чуи (река)
Чуи или Чуй (устар. Чуин, Чуин 2-й; удэг. Cui) — река в районе имени Лазо на юге Хабаровского края России, левый приток верхнего течения Хора.
Длина реки составляет 31 км, площадь водосборного бассейна — 1160 км².
Чуи начинается от слияния рек Правая Чуи и Левая Чуи на высоте примерно 440 м над уровнем моря. В верхней половине течёт в основном на северо-запад, в нижней — на юго-запад. Устье Чуи находится в 313 км по левому берегу реки Хор на высоте примерно 330 м над уровнем моря.
Именнованные притоки (от истока): Цонгеса (левый), Вакули-Биосани (правый), Сагды-Биоса (правый).

## Данные водного реестра
По данным государственного водного реестра России относится к Амурскому бассейновому округу, водохозяйственный участок реки — Хор, речной подбассейн реки — Уссури (российская часть бассейна). Речной бассейн реки — Амур.
Код объекта в государственном водном реестре — 20030700512118100062182.